# 錫布魯克法姆斯 (新澤西州)
錫布魯克法姆斯（英語：Seabrook Farms）是位於美國新澤西州坎伯蘭縣的普查規定居民點。

## 人口
根據2020年美國人口普查的數據，錫布魯克法姆斯的面積為5.64平方千米，當中陸地面積為5.61平方千米，而水域面積為0.03平方千米。當地共有人口1508人，而人口密度為每平方千米267.38人。